# Габи Шустер
Габи Шустер (на немски: Gaby Schuster) е германска писателка на произведения в жанровете любовен роман и исторически роман и др. Пише исторически и биографични романи под псевдонима Мари Кристен (на немски: Marie Cristen), любовни романи под псевдонимите Мари Кордоние (на немски: Marie Cordonnier) и Валери Лорд (на немски: Valerie Lord). Произведенията си за деца и юноши, сценарии и пътеводители публикува под истинското си име.

## Биография и творчество
Габи Шустер е родена на 9 октомври 1948 г. в Унтертингау, Осталгой, Германия. Още докато учи е увлечена по писането и участва като доброволец стажант към местното издание на „Аугсбургер Алгемайнен“.
Започва работа към „Südwestpresse“ в Улм, където е редактор на седмичните страниците за деца и проблемите на младите хора в провинция Баден-Вюртемберг. През 1970 г. се влюбва в бъдещия си съпруг и се премества на работа в Мюнхен като редактор в издателство „Каука-Ферлаг“. Първоначално работи в областта на комикса, а през 1973 г. поема редакторството на младежкото списание „Мелани-Попкорн“. По-късно става главен редактор на списание „Момичета“. През лятото на 1981 г., след раждането на сина ѝ, напуска работата си и се посвещава на писателската си кариера.
Габи Шустер е автор на многобройни книги за деца и любовни романи.
Тя е една от основателките на Асоциацията на писателите на любовни романи на Германия.
Габи Шустер живее в област Егматинг, Германия.

## Произведения

### Като Габи Шустер

#### Самостоятелни романи
- Der Schatten mit den scharfen Krallen (1980)
- Der Tag, der alles veränderte (1980)
- Alarm auf Station III (1981)
- Zwischentief (1993)
- Reine Mädchensache (1994)
- Sophies neue Zukunft (1995)
- Katrin ist die Beste (1997)
- Kommissar Rex – Tanz auf dem Vulkan (1998)
- Sissi – eine Prinzessin für den Kaiser (1998)
Принцеса Сиси, изд.: ИК „Пан“, София (2002), прев. Ваня Пенева
- Sissi – im Dienst der Krone (1998)
- 1000 Mädchenfragen (1998)
- Plötzlich war es Liebe (1999)
- Sissi – Schicksal einer Kaiserin (1999)
- Ein Sommer in Saint-Tropez (2000)
- Casting (2001)
- Zum Verlieben schön (2001)
- Verflixte Schönheit (2002)
- Liebeschaos & Gefühle (2003)
- Verdammt verliebt (2003)

#### Серия „Нина и Ники“ (Nina & Nicki)
1. Die Neue (1991)
2. Das Medaillon (1991)
3. Große Pläne (1992)
4. Vier Freunde (1992)
5. Zwei Detektive (1993)
6. Das Geheimnis (1994)

#### Серия „Тайната на огледалото“ (Das Geheimnis des Spiegels)
1. Sag die Wahrheit, Mike! (1995)
2. Laras Märchenprinz (1995)
3. Ein Lächeln für Django (1995)
4. Voll erwischt (1996)
5. Lisas Mutprobe (1997)
6. I love you, Theresa (1997)

#### Серия „Любов и още“ (Love & more)
1. Hab Mut zur Liebe! (1998)
2. Rollentausch fürs Glück (1998)
3. Bilder des Herzens (1999)
4. Spiel der Gefühle (1999)

#### Серия „Любовно съобщение“ (Love message)
1. SMS für Jo (2001)
2. Liebe zwischen den Zeilen (2001)
3. Empfänger verliebt (2001)
4. Bad boy sucht @ngel (2002)
5. Flirt auf Sendung (2002)
6. Küsse in der Mailbox (2003)

### Като Мари Кордоние

#### Самостоятелни романи
- Isabelle (1987)
- Das Geheimnis der weißen Frau (1988)
- Geliebte Isabelle (1988)
- Isabelle de Paradou (1989)
- Die zweite Braut (1989)
- Das Herz aus Rubin (1991)
- Isabelle und der König (1991)
- Silbernes Feuer (1992)
- Die gefährliche Lady (1993)
- Niniane – die große Lüge (1993)
- Die Macht der Liebe (1994)
- Verhängnisvolle Träume (1994)
- Шантал – любимата лъжкиня, Chantal – geliebte Lügnerin (1995)
- Мнимата дукеса, Die falsche Herzogin (1996)
- Spiel der Herzen (1996)
- Die stolze Prinzessin (1997)
- Die ungezähmte Rebellin (1997)
- Предателски целувки, Verratene Küsse (1997)
- Aimée – Das Siegel der Liebe (1998)

#### Серия „Дъщерите на вещицата“ (Die Töchter der Hexe)
1. Alison, geliebte Gauklerin (1995)
2. Marie, Engel in Versuchung (1995)
3. Nadine, unschuldige Verführerin (1995)
4. Viviane, Sklavin der Rache (1996)

#### Серия „Наследството на Ястреба“ (Das Erbe des Falken)
1. Die goldene Braut (1997)
2. Die geraubte Rose (1997)

#### Серия „Звездите на Армор“ (Die Sterne von Armor)
1. Graciana – das Rätsel der Perle (1999)
2. Jorina – die Jade-Hexe (1999)
3. Oliviane – der Saphir der Göttin (1999)
4. Tiphanie – Feuer der Sehnsucht (1999)
5. Ysobel – das Herz aus Diamant (1999)

В България под името на Мари Кордоние са публикувани и произведения на други писатели.

### Като Валери Лорд

#### Серия „Розовата кула“ (Rosenturm-Saga)
1. Розовата кула, Der Rosenturm (2001)
2. Розите на страстта, Rosen der Leidenschaft (2002)
3. Herz hinter Dornent (2002)
4. Kreuzzug der Leidenschaft (2005)
5. Das Geheimnis der Rose (2006)
6. Die Dienerin des Rosenturms (2006)
7. Дуел на страстта, Duell der Sinnlichkeit (2007)

### Като Мари Кристен

#### Самостоятелни романи
- Sisi – Ein Traum von Liebe (2003)
Императрица Сиси, изд.: ИК „Емас“, София (2014), прев. Василка Ванчева
- Maria Theresa – Zwischen Thron und Liebe (2004)

#### Серия „Фландрия“ (Flandern-Saga)
1. Beginenfeuer (2005)
2. Die Stunde des Venezianers (2007)
3. Das flandrische Siegel (2009)
4. Der Damenfriede (2010)